# Coussapoa angustifolia
Coussapoa angustifolia är en nässelväxtart som beskrevs av Jean Baptiste Christophe Fusée Aublet. Coussapoa angustifolia ingår i släktet Coussapoa och familjen nässelväxter. Inga underarter finns listade i Catalogue of Life.